# Hagiográfia

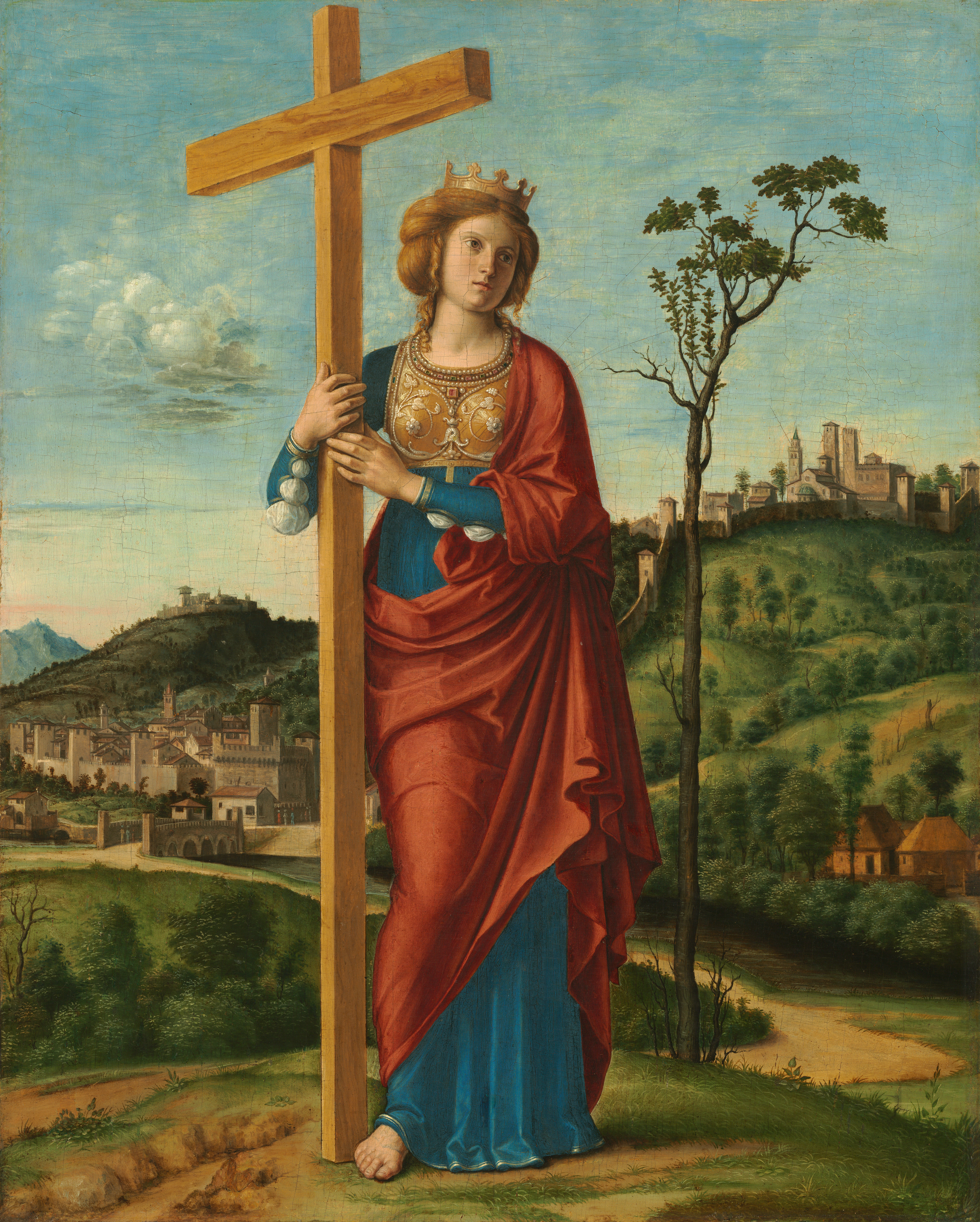
Cima da Conegliano:Konstantinápolyi Szent Ilona.
Hagiográfiai források szerint az első nikaiai zsinat idején Ilona Jeruzsálembe ment és az ottani keresztények segítségével kereste azt a helyet, ahol Jézust keresztre feszítették. Mélyen a földbe ásva egy sziklaüregben megtalálták Jézus és a két lator keresztjét

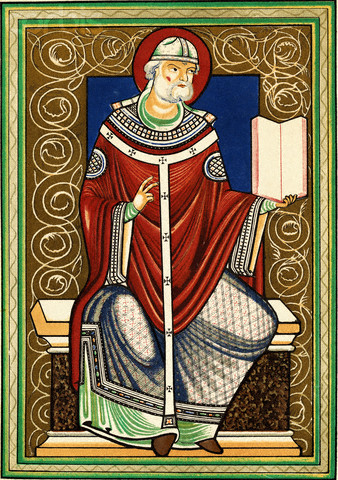
A középkor hagiográfiájának meghatározó alakja Nagy Szent Gergely pápa, aki Dialogi de vita et miraculis patrum Italicorum című munkájában az itáliai szentek életét akarta megismertetni a keresztény világgal

A hagiográfia vagy hagiológia (a görög „hagiosz” (szent) és „grafé” (irat) illetve „logosz” (beszéd, szó) összetételből) a szentek és a szentség hírében elhunytak életének kutatásával, bemutatásával és értékelésével, illetve haláluk utáni hatásukkal és tiszteletükkel foglalkozó tudomány. A szentéletrajzokon kívül további részterületei az ereklyék, a patrocíniumok, az ünnepek és az ikonográfia vizsgálata. A hagiográfia célja a szentek életében a természetes és természetfölötti világ találkozásának hiteles és tudományos bemutatása. A szentek iránti érdeklődést a szentté avatások sokasága mutatja és élesztette, és nagy középkori szentekkel – pl. Assisi Szent Ferenc, Szent Erzsébet, Sziénai Szent Katalin, Szent Johanna – nem katolikus és ateista szerzők is komolyan foglalkoztak.

## Története
A helyi egyházak liturgikus megemlékezését segítő vértanú-névsorokból és kalendáriumokból alakultak ki nyugaton a martirologiumok, keleten pedig a menologionok és szünaxarionok. Az igen korai, már a 2. században megjelenő megemlékezések egy része szenvedéstörténet (passió), más része életrajz (vértanúakták) volt. A hagiográfia fő része, az ún. „szentek élete” (latinul vita sanctorum), azaz a szentéletrajz a 4. század elején alakult ki, mint az életrajz-műfaj keresztény változata. A vértanúakták egy szentnek csak egyetlen tettét, tanúságtételét írták le, de a szentek élete már egész életpályájukat, úgy, hogy ecsetelik a szent erényeit. Ezekben az életrajzokban nagy szerepük van a beszélgetéseknek, látomásoknak, kísértéseknek, szenvedéseknek. Idővel a szentek élete a keresztény irodalom mind jobban kiszélesedő folyamává duzzadt, tele csodás jelekkel, cselekedetekkel.
Bár a hagiográfia atyjának Caesareai Eusebiust szokták tekinteni (Vita Constantini), a szentek élete első példája Pontius diákonus Szent Ciprianus élete című munkája. Mintaszerű és rendkívül nagy hatású mű lett Alexandriai Szent Atanáz Remete Szent Antal élete című munkája, amelynek korai latin verziója Evagriosz Pontikosztól nyugaton is ismertté tette a remete erényeit és életét. Olvasott mű volt Palladiosz Párbeszéd Aranyszájú Szent János életéről című műve és A szerzetesek története Egyiptomban ismeretlen szerzőtől, de hagiografikus művet írt Küroszi Theodorétosz is. A szentek élete egyik klasszikus alkotása Sulpicius Severus Szent Márton élete című műve. Hippói Szent Ágoston buzdította Paulinus diakónust, hogy írja meg Szent Ambrus életét, míg az ő életrajzát az ő diakónusa, a későbbi calamai püspök, Possidius írta meg. Nüsszai Szent Gergely megírta nagyon szeretett nővére, Szent Makrina életét. Névtelen szerzőtől maradtak ránk: Szent Olümpiasz élete (az özvegy, aki támogatta Aranyszájú Szent Jánost), és az ifjabb Szent Melánia élete. Ezeknél a műveknél az időbeli közelség alapjában biztosítja a történeti hitelességet, mindazonáltal az építő szándék néha fontosabbnak mutatkozott.
A középkor hagiográfiáját Tours-i Szent Gergely (Gloria Martyrum, Gloria Confessorum), Nagy Szent Gergely (Dialogi de vita Patrum) és Cassianus (Collationes) határozták meg. A 7. században kezdett elszakadni a hagiográfia a történetiségtől, és elindult a legendák világába. A 9-10. század a karoling reneszánsz és a clunyi reform időszakában a monasztikus hagiográfia virágkora volt. A 14-15. században összeállított liturgikus és épületes célú gyűjtemények közül (legendárium) kiemelkedik Jacobus de Voragine, domonkos-rendi szerzetes Legenda Aureája, amit 1260 és 1267 között írt, és a középkorban nagy népszerűségnek örvendett. Ebben a korszakban nagyon kedvelt volt a hagiográfia, különösen a csodás és természetfölötti elemek elbeszélése, és gyakoriak a vándormotívumok és a sematikus ábrázolások.
A humanista történet-kritika és a szentek protestáns szemlélete, mely nemcsak tiszteletüket, hanem az egész Egyház létjogosultságát is kétségbe vonta, arra késztette az újkori hagiográfiát, hogy térjen vissza a forrásokhoz. A hagiográfia területén a legnagyobb teljesítményt a bollandisták nyújtották a kritikai kommentárokkal ellátott Acta Sanctorum sorozattal. A gallikanizmus és a janzenizmus kihívásaira a bencések (maurinus kongregáció) válaszoltak. A felvilágosodás a szentek tiszteletének kiiktatásával háttérbe szorította a hagiográfiát. A 19. század fokozott történelmi érdeklődése aztán a hagiográfiának is lendületet adott, és gyűjteményes munkák jelentek meg (P. Guérin: Petits Bollandistes); a 20. században Brüsszelben a Societas Bollandistarum a hagiográfia központja lett, kiadványuk, az Analecta Bollandiana mellett folyóiratok sora közölte a hagiográfia újabb és újabb eredményeit. A 20. század keresztényüldözései (Mexikó, Kína, Közép-Európa stb.) a hagiográfiában is a vértanúkat helyezik előtérbe.

## Magyar szentek élete kiadások

### 17-19. század
- Illyés András: A keresztényi életnek példája vagy tüköre. Nagyszombat, 1682. (További kiadásai 1705, 1742, 1771, 1813)
- Hevenesi Gábor SJ: Ungaricae Sanctitatis Indicia (A magyar szentek üveges szekrénye). Nagyszombat, 1692 (Szent Istvántól kezdve 55 életrajzot és rézkarcot közöl a magyar szentekről és boldogokról. A kötet végén 213 nevet sorol fel, akiket a római kortól a magyar föld szentjeinek tart. (Magyarul: Régi Magyar Szentség, avagy Ötvenöt Magyar Szent és Boldog. Az 1737-i kiadást a mai magyar nyelvhez igazította Sinkó Ferenc. Bp., 1988)
- Acta Sanctorum Ungariae. 1-2. köt. Nagyszombat, 1749
- Szentek élete, mellyel a keresztény híveknek kedveskedik Scitovszky János (Pécs, 1843, 2. kiadás 1844)
- Szentek élete. I. rész: Január-Február. Írta Zalka János. Eger, 1859-76; II. rész: Március-Július. Írta Zsihovics Ferenc. uo., 1863-72; III. rész: Augusztus-December. Írta Debreczeni János. uo., 1876
- Bedeő Pál: Szentek élete, melyet a zsenge ifjúság számára írt. Pozsony, 1847 (reprint Bp., 1988)
- Vogel, Matthäus SJ: Lebensbeschreibungen der Heiligen Gottes. Bamberg, 1764, 100. kiadása: Regensburg, 1926 (magyarul Szentek élete, Kalocsán 1866-68-ban 1-3. köt. átd. Bp., 1908-12)
- Dedek Crescens Lajos: Szentek élete, különös tekintettel a magyar szentekre és azokra, akik Magyarországon ősrégi időktől fogva kiváló tiszteletnek örvendenek, valamint a különböző védőszentekre. 1-2. köt. Bp., 1900

### 1901-1979
- Szentek élete. Népies kiadás. Bp., 1901
- Meszlényi Gyula: Szentek élete I–II.,  Szatmár-Németi, 1905
- Hizsa Gyula: Szentek élete. (A naptár szentjeinek rövid életrajza) Gyula, 1925
- Balanyi György – Schütz Antal – Sebes Ferenc – Szamek József – Tomek Vince: Szentek élete az év minden napjára. 1-4. köt. Szerk. Schütz Antal. Bp., 1932
- Stolz, Alban: Szentek élete. A keresztény tökéletesség útja. 1-12. köt. Január-december. Ford. Kovács István. Veszprém, 1932-33
- Baulovics Zoltán: A keleti szertartású katolikus egyház szentjeinek életrajza, Budapest, 1936
- Kühár Flóris – Szunyogh X. Ferenc – Radó Polikárp: Az Egyház szentjei. Szerk. Radó Polikárp. Bp., 1940
- Hősök és szentek. Tizenkét szerző tanulmányai a magyar szentekről. Szerk. Szekfű Gyula. Bp., 1941
- Ijjas Antal: Szentek élete. 1-2. köt. Bp., 1968
- Bálint Sándor: Ünnepi kalendárium. Bp., 1977 (A naptári rendben közölt szentek rövid életrajza mellett gazdag anyag szentek magyarországi tiszteletéről, ábrázolásáról és a velük kapcsolatos népszokásokról.)
- Testvéreink a szentek. Válogatás Peter Manns: Reformer der Kirche című gyűjteményéből. Szerk. Marosi László. Eisenstadt, 1977

### 1981-2000
- Csanád Béla: Védőszented, példaképed. 125 szent rövid életrajza és története. Bp., 1981
- Puskely Mária: Virágos kert vala híres Pannónia. Példaképek a magyar múltból X-XVII. század. Bp., 1994
- A szentek élete. I. köt. (a liturgikus naptár szentjei) Szerk. Diós István. Bp., 1984 (2. jav. kiad. 1984; 3. jav. kiad. 1990; 4. jav. és bőv. kiad. 1993; 5. átd. kiad. 2001); II. köt. (a liturgikus naptárban nem szereplő, ismertebb szentek) Szerk. uő. uo., 1988 (2. bőv., átd. kiad. 2001)
- Incze Dénes: A szentek élete az esztendő minden napjára. 1-12. köt. Szeged, 1998-2001

### Könyvsorozatok
- Szentek Országa, Szent István Társulat, Budapest, 1920-as évek